# Teodoro Comneno Ducas
Teodoro Comneno Ducas (em grego: Θεόδωρος Κομνηνός Δούκας; romaniz.: Theodōros Komnēnos Doukas) foi o governante do Despotado de Epiro de 1215 até 1230 e do Reino de Tessalônica entre 1224 e 1230.

## Vida
Nascido entre 1180 e 1185, Teodoro era um filho legítimo do sebastocrator João Ducas e Zoé Ducena. Ele era, portanto, primo em primeiro grau dos imperadores bizantinos Isaac II Ângelo (r. 1185-1195; 1203-1204) e de Aleixo III Ângelo (r. 1195-1203) e meio-irmão do fundador do Despotado de Epiro, Miguel I Comneno Ducas.
Inicialmente a serviço do imperador de Niceia Teodoro I Láscaris, Teodoro se juntou ao seu meio-irmão Miguel I em Epiro por volta de 1210. Quando ele foi assassinado, cinco anos depois, Teodoro tomou o seu lugar e embarcou numa agressiva política expansionista depois de se aliar com clãs sérvios e albaneses. Se aproveitando da fraqueza temporária da Bulgária e do Reino da Tessalônica, Teodoro conquistou a maior parte da Macedônia (inclusive Ácrida) e da Tessália por volta de 1216. No ano seguinte, quando o novo imperador latino de Constantinopla Pedro II de Courtenay tentou passar por Epiro para chegar à sua terra natal, Teodoro o derrotou e o capturou. Em 1220, ele tomou Beroia e, no ano seguinte, Serres e Drama, apertando o cerco sobre Tessalônica. Em 1224, Teodoro finalmente completou a conquista do reino de Tessalônica tomando a sua capital, a cidade de Tessalônica.
Encorajado pelos recentes sucessos, Teodoro organizou sua coroação como imperador bizantino em 1225 (ou 1227) pelo autocéfalo arcebispo de Ácrida, Demétrio Comatiano. As forças de Teodoro avançaram pela costa da Trácia e, em 1225, tomaram Adrianópolis e suas redondezas dos nicenos. Preocupado com a aliança de João Asen II da Bulgária com o Império Latino, Teodoro quebrou seu próprio tratado com a Bulgária e invadiu o território de João Asen com um grande exército reforçado com mercenários ocidentais em 1230. Supostamente com o texto do tratado afixado em uma lança na forma de uma bandeira, João Asen II levou suas tropas à vitória, derrotando Teodoro na batalha de Klokotnitsa em 9 de março de 1230. Teodoro foi capturado e permaneceu como prisioneiro na capital búlgara Tarnovo por sete anos. Em algum momento durante seu cativeiro, ele acabou se envolvendo numa conspiração e terminou cegado.
As terras de Teodoro foram divididas entre João Asen II (que tomou a Trácia, Macedônia e Albânia), os irmãos de Teodoro, Manuel (que levou Tessalônica) e Constantino (que tomou Acarnânia), e o sobrinho dele, Miguel II, que o sucedeu em Epiro.
Em 1237, Teodoro foi solto por João Asen II, que se casou com sua filha Irene Comnena. Ele recuperou Tessalônica depois de expulsar seu irmão, encarregou a cidade aos cuidados de seu filho, João Comneno Ducas, e se retirou para Edessa. De lá, ele tentou unificar os vários membros de sua família para tentar deter os avanços de João III Ducas Vatatzes, de Niceia, que estava determinado a intervir em Tessalônica.
Depois da morte de João Asen II em 1241, o imperador João III convidou Teodoro para uma conferência e o prendeu, marchando no ano seguinte para Tessalônica com ele a reboque. Teodoro foi enviado à cidade para negociar com seu filho e convencê-lo a aceitar a posição inferior de déspota e a reconhecer a suserania de Niceia. Em 1246, João III derrubou o filho mais novo de Teodoro, Demétrio Ângelo Ducas, e anexou Tessalônica. Seis anos depois, ele mandou prender Teodoro novamente e o exilou em Niceia, onde ele morreu no seguinte.

## Família
Com sua esposa Maria Petralifena (irmã do sebastocrator João Petralifa), Teodoro teve quatro filhos:
1. Ana Ducena Angelina,[1] que se casou com o rei Estêvão Radoslav, da Sérvia.
2. João Comneno Ducas, que o sucedeu como rei de Tessalônica em 1237.
3. Irene Comnena Ducena, que se casou com o imperador João Asen II da Bulgária.
4. Demétrio Comneno Ducas, que o sucedeu como rei de Tessalônica em 1244.